# 宇品
宇品（うじな）は、広島市南区に位置する地区であり、ここでは「宇品」を町名に冠する地区の総称として用いる。

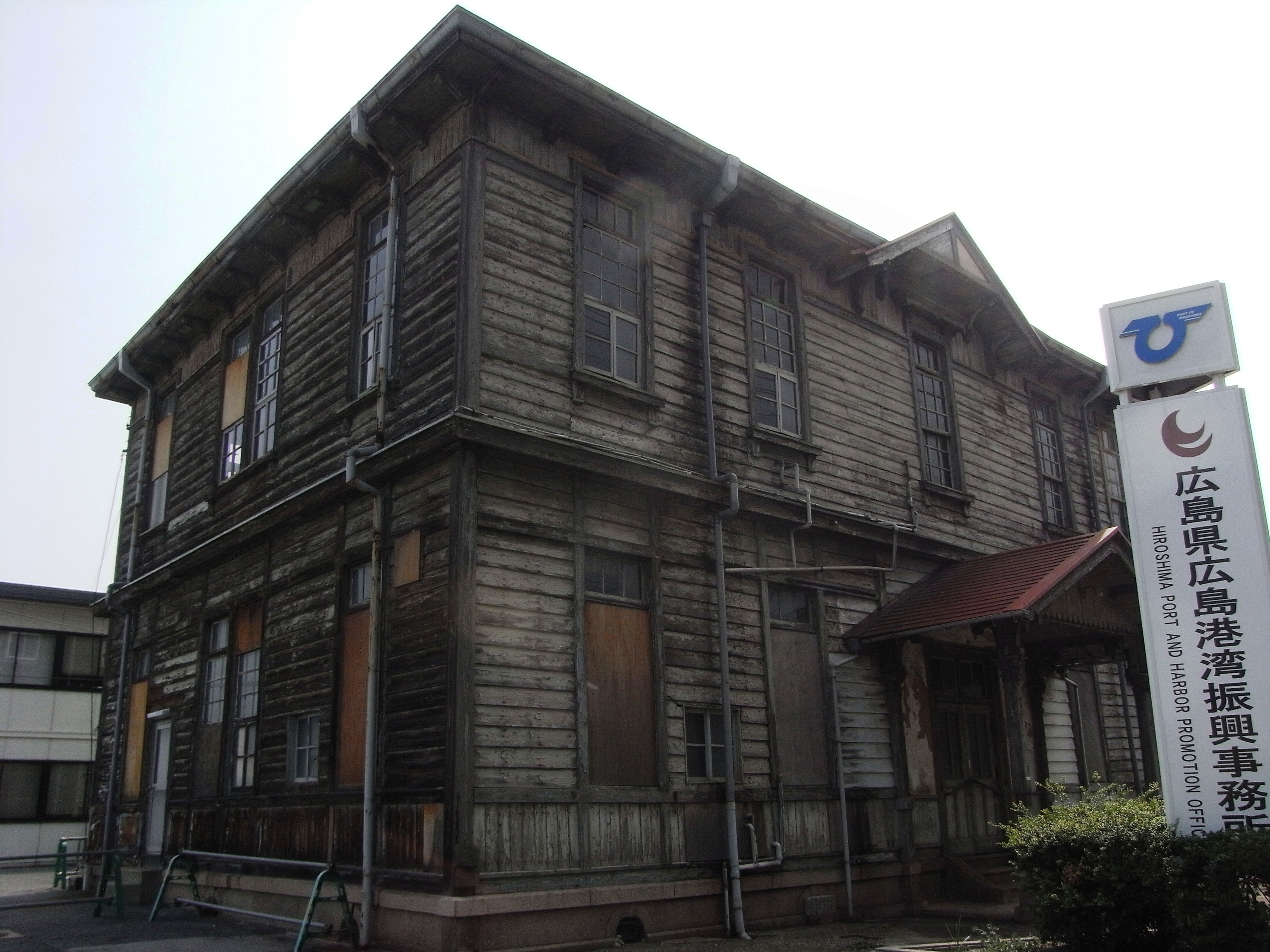
旧広島県港湾事務所（旧広島水上警察署） / 1909年竣工で、宇品地区内に現存する建築物のなかでは最も古いものの一つである。

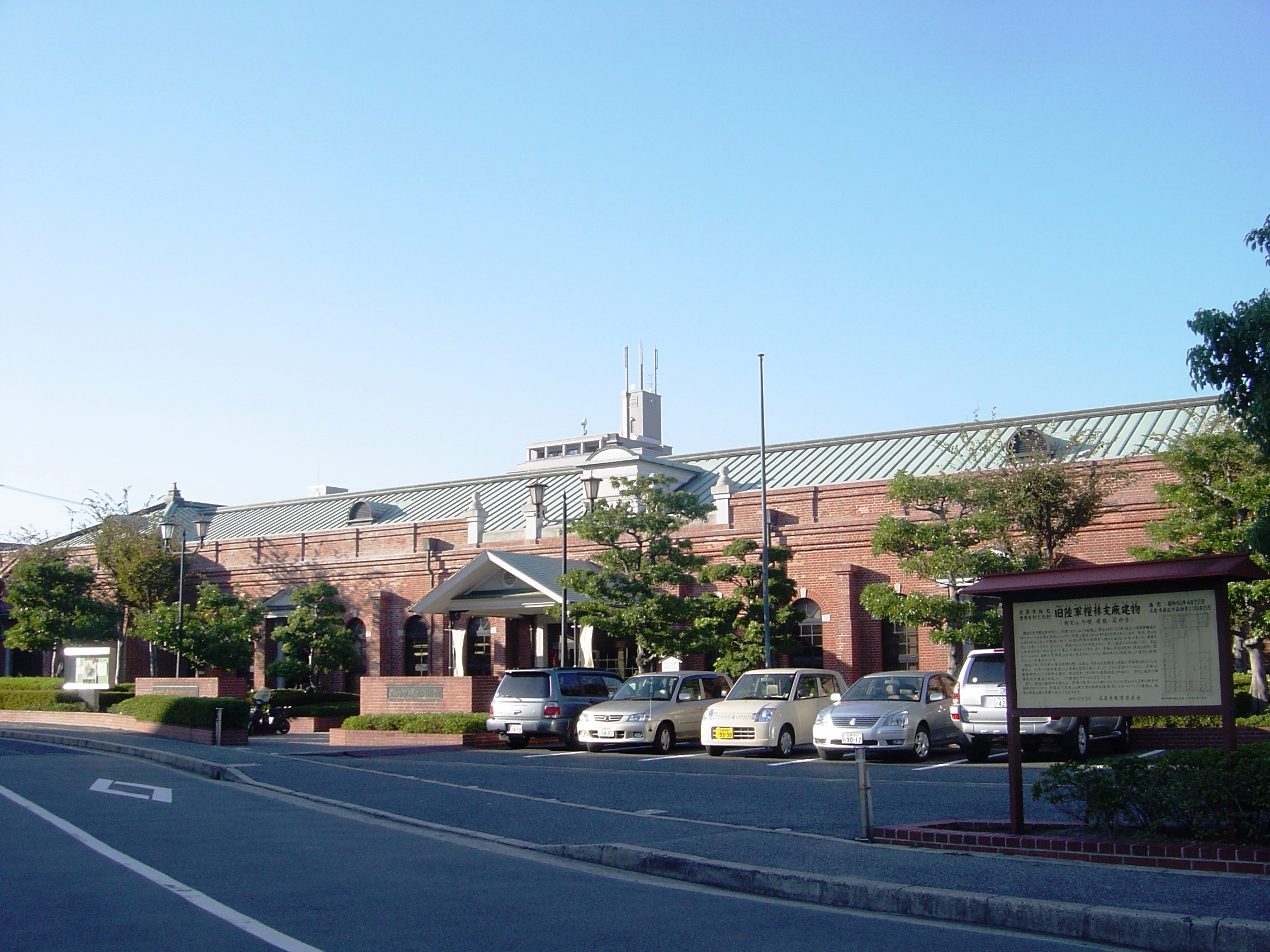
広島市郷土資料館。宇品陸軍糧秣支廠として建てられた

## 地理
- 広島県を流れる太田川（厳密に言えば京橋川）の河口部に位置している。
- 南に広島の海の玄関口、広島港がある。

## 隣接している地区
- 北側…南区皆実町、南区翠（翠町）
- 南側…広島湾
- 西側…南区出島、京橋川を挟んで中区千田町、中区吉島
- 東側…南区丹那町、南区大河地区

## 歴史

### 宇品新開の造成
「宇品」という地名は広島湾頭の一島嶼の名称として歴史に登場する（宇品島 / 現在の元宇品。#地名と地誌参照）が、現在の宇品地区は、宇品築港事業（1884年（明治17年）着工）の結果造成された広大な新開地（埋立地）として成立した。1887年には、この「宇品新開」は広島区（広島市の前身）に編入され「宇品町」となった。さらに1889年11月に築港が竣工すると宇品島（当時は安芸郡仁保島村内）がこの新開地と地続きになった（宇品島は1904年2月、広島市に編入され同年10月には元宇品町と改称した）。

### 宇品の軍事基地化

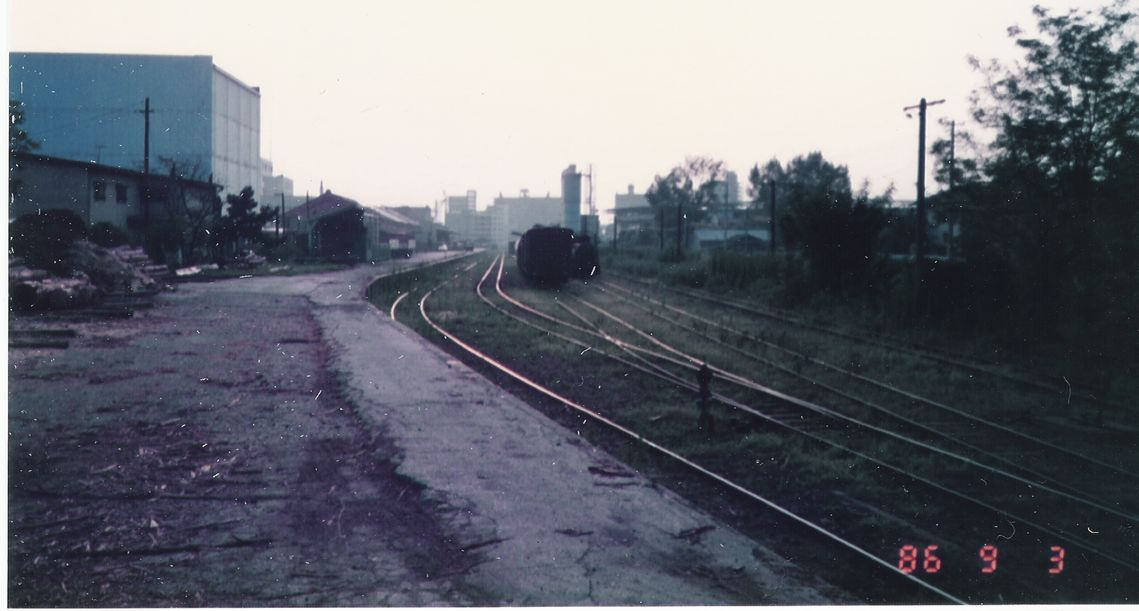
宇品地区に存在していたかつての国鉄宇品線宇品駅ホーム（1986年9月撮影 / 広島湾岸道路造成にともない撤去され現存しない）

1894年に日清戦争が始まり広島（当時、山陽鉄道の西の終着点であった）が軍事拠点として注目されると、同年8月山陽鉄道により広島～宇品間に軍用鉄道が敷設（のちの宇品線）された。これにより宇品地区・宇品港には続々と兵員が輸送され、この地区は大陸進出の前進基地とみなされた。なお1894年に作られた唱歌「港」（旗野十一郎・林柳波作詞、吉田信太作曲）は当時の宇品港の賑わいを歌ったものである。さらに1897年に広島陸軍糧秣支廠、1902年に陸軍運輸部が設置されたことで、宇品の兵站基地化は決定的なものとなった。その後1911年には陸軍糧秣支廠に全国一の規模をもつ缶詰工場が建設されている。

### 市街地・工業地帯としての発展

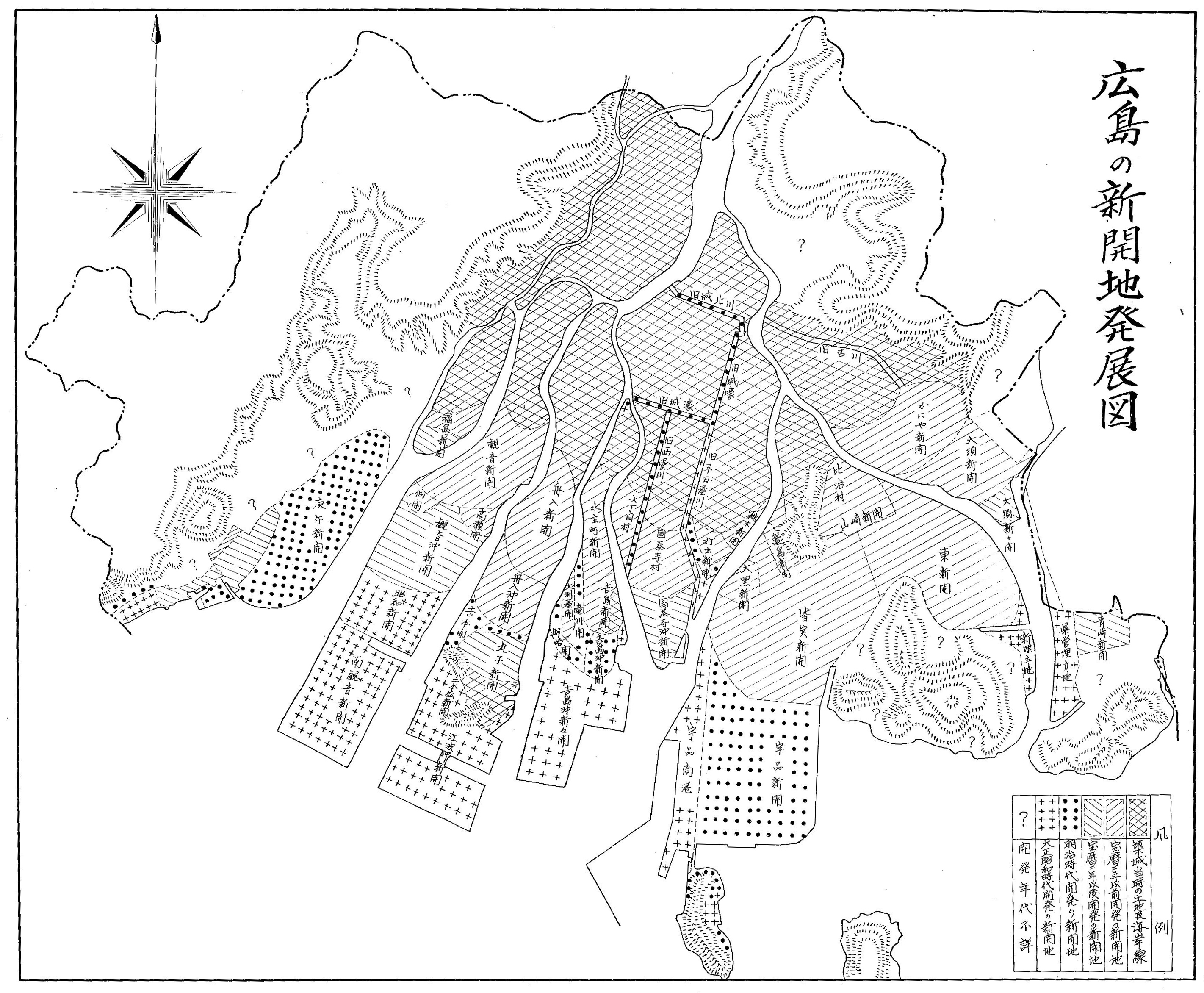
『概観広島市史』（1955年発行）の『広島の新開地発展図』。元宇品島東側の宇品新開地区は明治時代に、西側の宇品商港地区は大正時代以降に開発されたことが確認できる

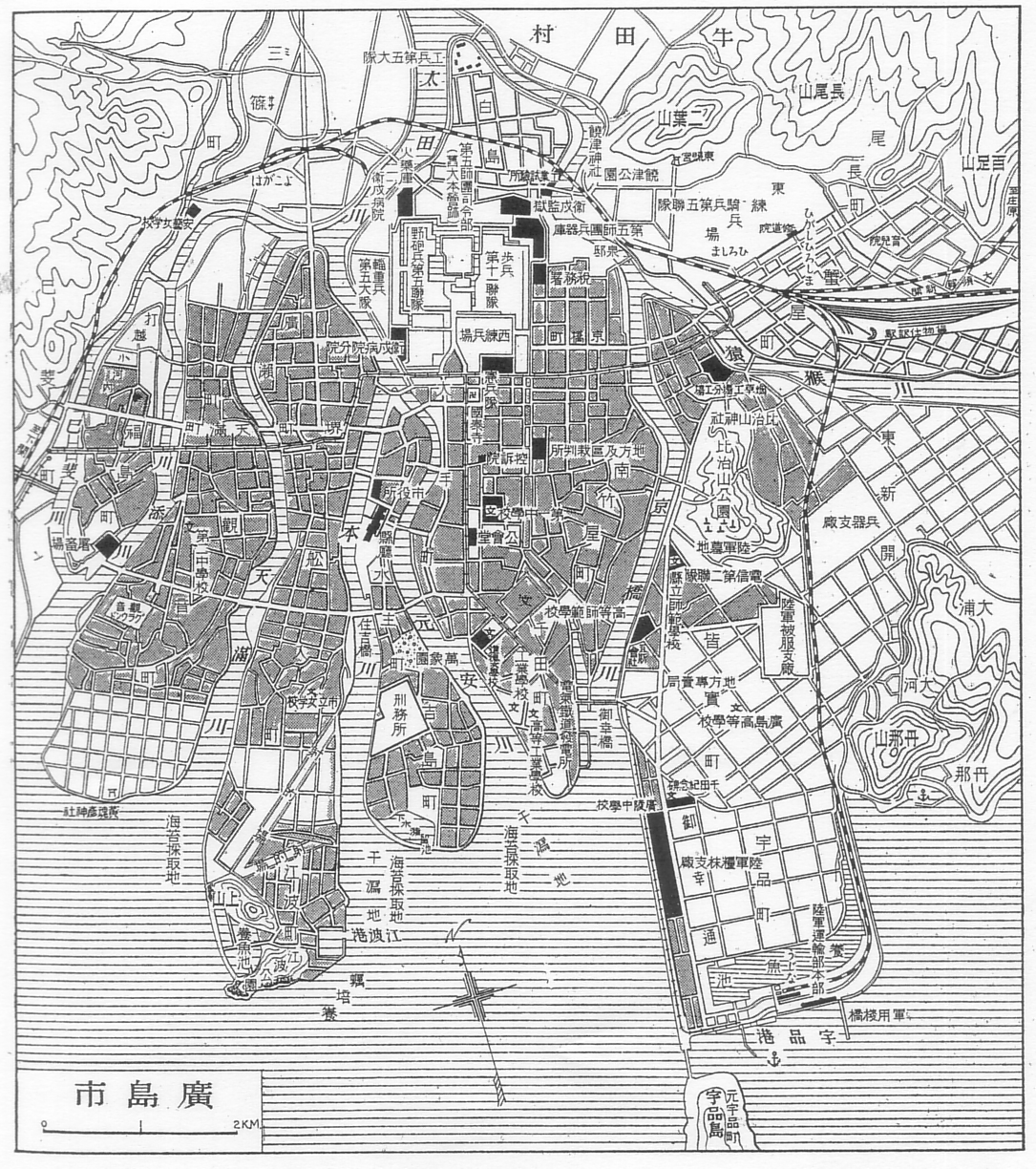
1930年頃の広島市の地図 / 宇品は右下（東南）に位置し、この時点では現在の出島がまだ埋め立て造成されていない。また広電宇品線の軌道の位置も現在とは異なる。さらに現在の広島競輪場の位置に「養魚池」があったことがわかる。

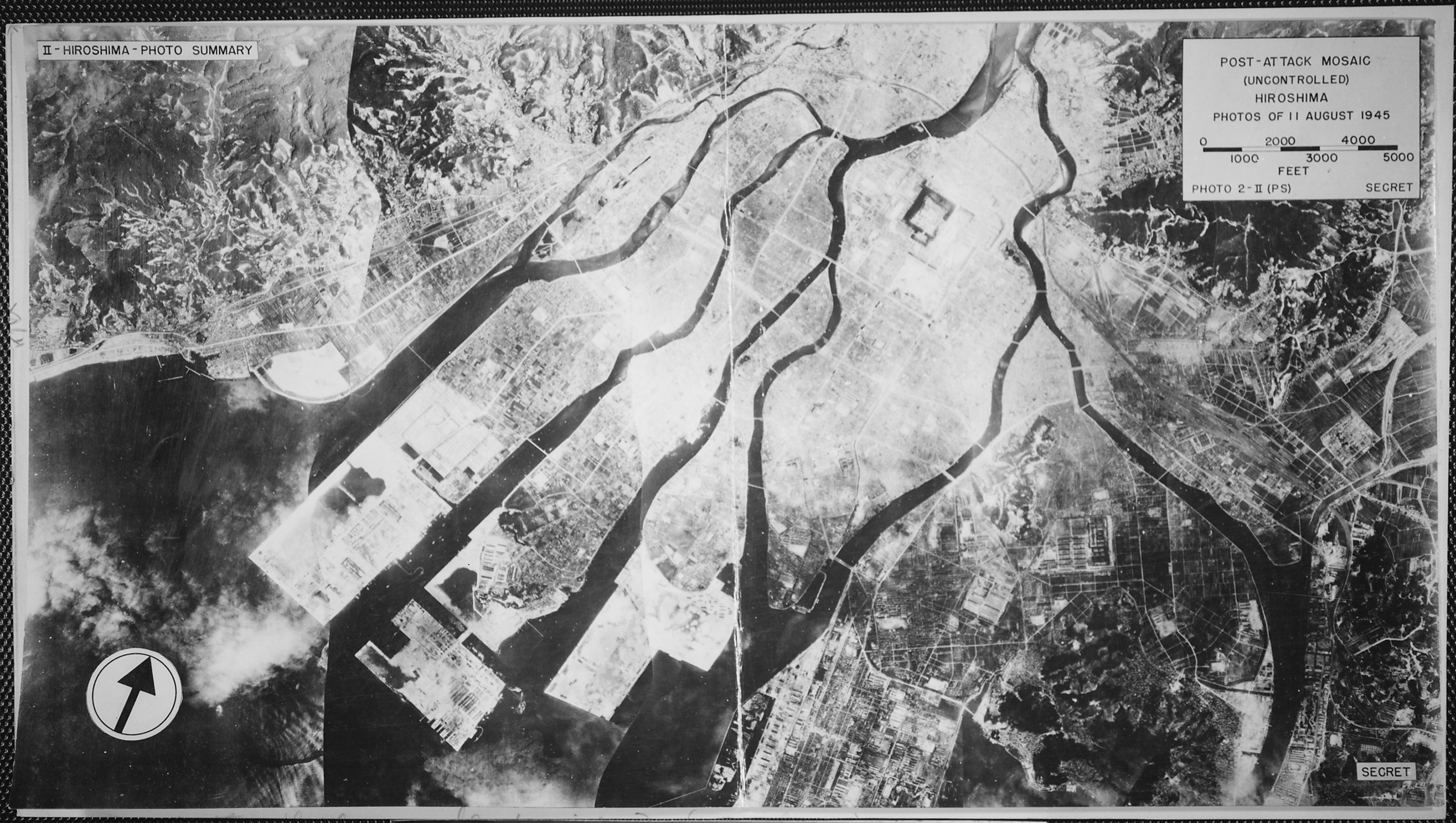
1945年被爆後の広島市内の航空写真 / 壊滅し一面が白く見える市中心部と比べ宇品地区がほとんど無傷のまま残っているのがわかる。

一方、宇品地区は市街地としての発展も著しく、1915年（大正4年）には、宇品線に続く第2の鉄道線として、地区西端（京橋川東岸）の土手沿いの道に広島電軌（広島電鉄の前身）の路面電車線が敷設され、のちの広島電鉄宇品線となった。この路線は1935年（昭和10年）にやや東よりの宇品本通に移設され現在に至っている。1933年には錦華紡績の工場が宇品町東部（現・宇品東のマツダ宇品工場）に設立された。
また、主要な文教施設としては、1921年に（旧制）広陵中学校（広陵高等学校の前身）が現在の宇品御幸一丁目に設立（その後1973年沼田町に移転し、跡地は再開発され、みゆきプラザ（イオンみゆき店・みゆきパークマンション）になっている）され、1935年には広島女子専門学校（県立広島女子大学⇒県立広島大学の前身）が桜土手沿い（現・宇品東）に移転（現在地）した。

### 原爆被災
1945年8月6日の原爆被災に際し宇品地区はその大半が爆心地から3km以上隔たった位置にあり、「半壊地区」とされているものの比較的被害が軽微であった。このため、宇品に駐屯していた陸軍船舶司令部（通称「暁部隊」 / 当時江戸家猫八・丸山眞男らが所属していたことでも知られる）は被爆直後から市街地中心部での救援活動に中心的役割を果たした。

### 第二次世界大戦後の発展
敗戦後、かつての広大な軍用地・施設は民間企業・官庁などに払い下げられて民需に転換されることとなり、この地区に進出した施設のうち最大の企業であるマツダにより、1966年には東部の埋立地が造成された。また、戦前から進められていた地区西側の海面（京橋川河口）の埋め立ては戦後になって本格化し、現在の出島地区として造成された。1951年には金輪島が仁保町より宇品町に編入され、1968年には宇品町が宇品東・宇品神田・宇品御幸・宇品西・宇品海岸・出島に分割されほぼ現在の住居表示が確定した。近年の宇品地区は、再開発の目玉として多くの商業施設が建設・出店しているほか、地区の南端を通過する広島湾岸道路の造成にともない南部を中心に大きく街並みが変わろうとしている。

## 地名と地誌

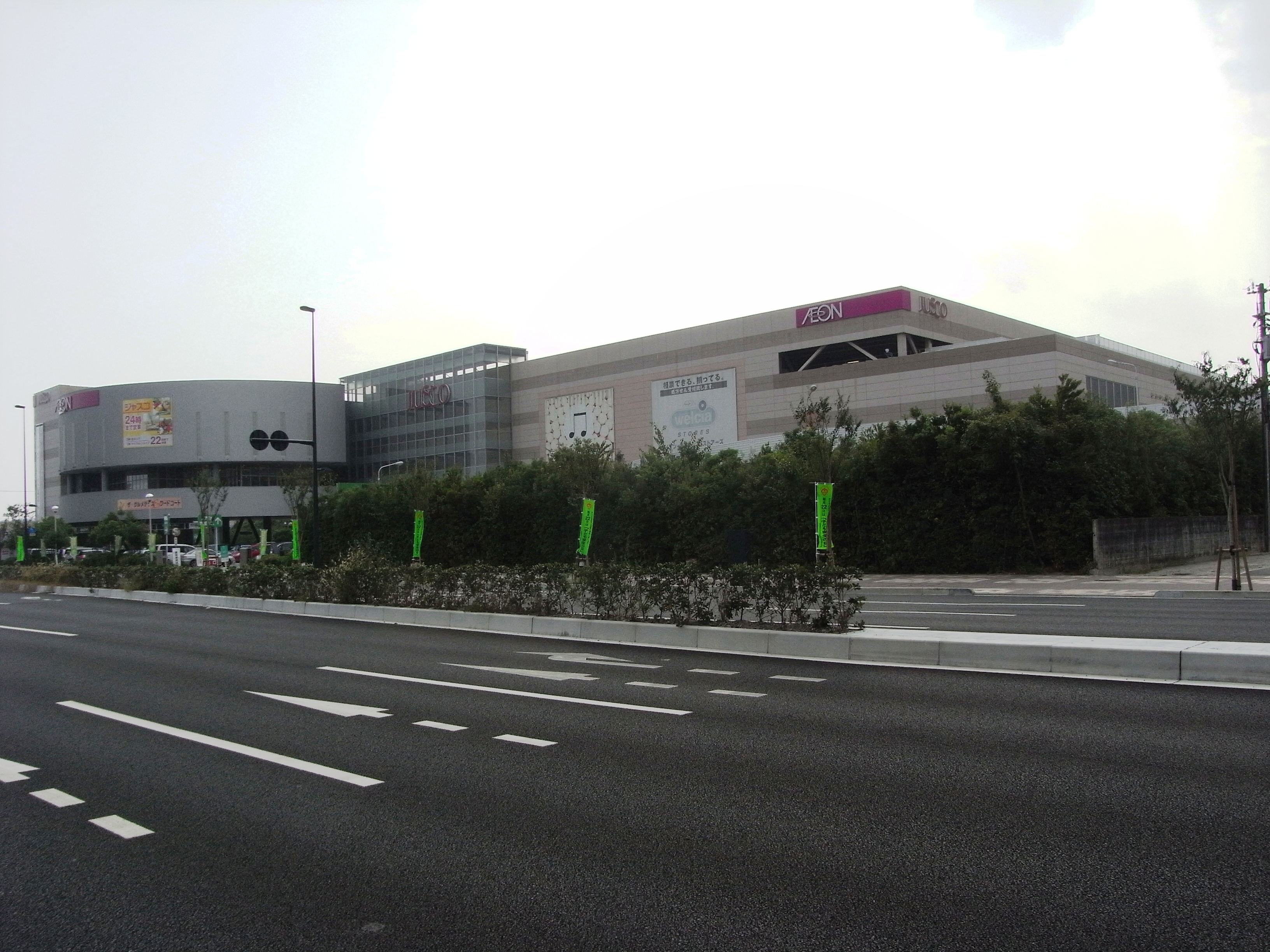
イオン宇品ショッピングセンター / 近年の宇品地区再開発を象徴する施設の一つである。

おおむね東部の工業地区（宇品東）、南部の港湾地区（宇品海岸）、西部の商業・住宅地区（宇品神田・宇品御幸・宇品西）に3大別され、これらに公園地区としての元宇品が加わる。

### 地名の由来
宇品（うじな）
「宇品」の地名は、この地区の南にある宇品島（現在の元宇品町）に由来する。宇品島はその形状が牛が伏せたようになっていたことから「牛ノ島」と呼ばれていたものが、「牛奈（うしな）島」⇒「宇品島」となったという説や、「広島湾内の島」を意味する「内ノ島」が訛ったという説がある。
宇品神田（うじなかんだ）
町名は築港後牛田から移転してきた神田神社（後述）に由来する（その後同社は現在地の宇品御幸に再移転）。
宇品御幸（うじなみゆき）
町名は町のほぼ中心を南北に貫通する「御幸通り」（千田廟公園～御幸松）に由来する。御幸通りは1885年明治天皇の山陽道行幸を記念し、当時埋め立て工事中だった宇品新開の新しい道に命名された。
元宇品町（もとうじなまち）
宇品という地区名の由来となった島であるが、宇品築港のさい島の対岸に造成された宇品新開が広島市所轄になり「宇品町」と称したため、宇品島の広島市編入時（1904年）に「本来の宇品」という意味で「元」を町名に冠し宇品町と区別した。別称「向宇品」（むこううじな）。宇品新開（現在の「宇品地区」）とは暁橋で連絡する。

### 宇品を冠する町名
- 宇品西（うじなにし）
- 宇品御幸（うじなみゆき）
- 宇品神田（うじなかんだ）
- 宇品東（うじなひがし）
- 宇品海岸（うじなかいがん）
- 元宇品町（もとうじなまち）
- 宇品町（うじなまち） - 金輪島の所在地。

## 施設

### 公共施設
- 広島市南消防署宇品出張所（宇品東）
- 広島市南消防署水上出張所（宇品海岸） - かつて水上消防署であったが現在は南消防署に併合された。
- 広島県広島南警察署（宇品東）
  - 御幸交番（宇品御幸）
  - 宇品海岸交番（宇品海岸）
- 旧広島県港湾事務所（宇品海岸）
- 宇品郵便局（宇品東）
  - 広島宇品神田郵便局（宇品神田）
  - 広島郵政研修所前郵便局（宇品神田）
  - 広島宇品本通郵便局（宇品御幸）
- 県立広島病院（県病院）（宇品神田）
- 広島市郷土資料館 - かつての宇品陸軍糧秣支廠。

### 宗教施設
- 神田神社（宇品御幸） - もともとは安芸郡牛田村字神田（現在の東区牛田）に所在し、村の鎮守社として「神田八幡宮」と称されていたが、明治になり敷地が軍（陸軍工兵第5連隊）に接収されたため1889年宇品（現在の宇品神田）に遷座した（その後1931年宇品御幸に移転し現在に至っている）。牛田に古くから架かっている「神田橋」や、京橋川の旧称「神田川」などは宇品移転以前の神田神社のなごりである。
- 千田廟神社（宇品御幸）
- PL
- 金光教宇品教会
- 日本基督教団広島南部教会（宇品御幸）

### レジャー施設
- 広島競輪場（宇品海岸三丁目）
- グランドプリンスホテル広島（元宇品町）

## 産業

### 工場
- マツダ宇品工場（宇品東）
- 熊平製作所本社（宇品東）
- 2007年までカルビー広島工場（宇品御幸）があった。

## 祭り・行事
- 広島みなと夢花火大会 - 毎年7月に広島港1万トンバース周辺にて行われる。

## 教育機関
- 県立広島大学広島（本部）キャンパス（宇品東） - 旧県立広島女子大学。
- 広島都市学園大学宇品キャンパス（宇品西）
- 広島市立宇品中学校（宇品東）
- 広島市立宇品小学校
- 広島市立宇品東小学校（宇品東）
- 広島市立元宇品小学校
- かつては広陵高等学校が現在のみゆきプラザ（イオンみゆき店、みゆきパーク・マンション）敷地に立地していた。

## 公園
- 千田廟公園（宇品御幸）

宇品港（現広島港）・宇品新開建設に貢献した広島県知事・千田貞暁を記念し作られた。千田廟神社の南に位置し、園内には千田の銅像のほか「宇品新開地紀念碑」がある。
- 宇品西公園（カルビー公園）
- 元宇品公園（元宇品町）

元宇品町（旧・宇品島）の緑地帯全域を自然公園としている。域内には市内でも数少ない原生林があり、瀬戸内海国立公園の一部に指定されている。
- 広島みなと公園（みなと公園 / 宇品海岸）

かつての広島港桟橋と出島町との間の埋立地（港湾整備事業による）を公園化した。
- 宇品第一公園（熊平公園 / 宇品東）
- 宇品第五公園
- 宇品波止場公園（宇品海岸）

旧陸軍桟橋（第六管桟橋）跡を埋め立て建設された（当時の突堤の石積のみが現存）。公園内には宇品線の記憶を伝えるモニュメントとして、線路の一部が敷かれている。
- 宇品中央公園（宇品海岸公園 / 宇品海岸）

旧凱旋館跡地（出征軍人の歓送迎のため1939年陸軍運輸部の敷地の一部にRC造3Fで建設されたが1974年解体）に建設された。旧国鉄宇品駅および陸軍糧秣支廠倉庫の跡地の南側に位置する。公園内には「宇品凱旋館建設記念碑」のほか「旧蹟陸軍運輸部船舶司令部」碑、「明治天皇行幸碑」、宇品港を歌った唱歌「港」の歌碑がある。
- 御幸松臨海公園（宇品海岸）

この付近の港湾区域は宇品御幸松地区と呼ばれ、そこから名前のついた公園である。なお、この公園内に元々御幸松があったわけではない。

## 交通
海路
- 広島港
  - 市営桟橋
    - 金輪島・似島方面の航路を就航

  - 県営桟橋
    - 松山市・江田島市・似島の航路を就航

  - 貨物埠頭

鉄道
- 広島電鉄宇品線
県病院前 - 宇品二丁目 - 宇品三丁目 - 宇品四丁目 - 宇品五丁目 - 海岸通 - 元宇品口 - 広島港（宇品）
- かつて国鉄宇品線が存在した。

バス
- 広電バス
  - 12号線
  - 熊野線 - 2010年10月4日のダイヤ改正により広島高速3号線経由便が廃止され、宇品を経由しなくなった。
- 広島バス
  - 21-1号線
  - 21-2号線
  - 国際フェリーポート線（号線番号なし）- 国際フェリー入港の休止にともない、路線も休止。

道路
- 広島高速3号線（国道2号）
- 国道487号
- 広島市道中広宇品線
- 広島市道鷹野橋宇品線
- 広島県道86号翠町仁保線

## 店
ショッピングモール
- イオン宇品ショッピングセンター - イオンを核テナントに専門店を有する（画像参照）。
- ゆめタウンみゆき
- ベイシティ宇品 - デオデオ、トイザらス、フレスタ（スーパー）、スポーツオーソリィティー（スポーツ用品店）、浜勝
- フレスタ宇品 - フレスタ、アミーゴ（ペットショップ）、auショップ、スーパードラッグひまわり
- 宇品ショッピングセンター

スーパー
- フレスタ宇品市場店（宇品西）-旧フレスタベイシティ宇品店、2013年9月28日に宇品市場としてリニューアルオープン
- フレスタ宇品店（宇品西）
- ユアーズ宇品店（宇品神田） - 元々、広電ストア宇品店があった。撤退し、ユアーズになったが店舗は2006年（平成18年）7月閉店した。
- イオンみゆき店（みゆきプラザ）（宇品御幸）　(開業~2011年2月28日までジャスコみゆき店)
- イオン宇品店(イオン宇品ショッピングセンター・宇品東)　(開業~2011年2月28日までジャスコ宇品店)
- 業務用食品スーパー宇品店（宇品西）他

ドラッグストア
- スーパードラッグひまわり宇品店（宇品西）　ほか

ディスカウントストア
- ディオ宇品店
- ドン・キホーテ宇品店

ホームセンター
- DCM宇品店　旧ディック宇品店から旧ダイキ宇品店から旧DCMダイキ宇品店から現在の名称に
- ホームセンターコーナン宇品店
- ニトリ

## 出身有名人
- 安藝ノ海節男（第37代横綱）
- 桜金造（タレント）
- 小川達明（元広島東洋カープ）
- 栗栖健一（吹奏楽作曲家）
- 西本哲雄（バレーボール選手・監督）